# Laura Boulton
Laura Boulton (1899 - 1980) foi uma etnomusicóloga norte-americana. É conhecida pela grande coleção de fonogramas, filmes e fotografias de música tradicional, seus intrumentos e seus intérpretes que recolheu um pouco por todo o mundo.
Trabalhou também em Portugal, onde recolheu canções de Natal tradicionais, lançadas em 1955 como Christmas Songs of Portugal.